# QJZ-89
QJZ-89 — китайский станковый крупнокалиберный пулемёт. Предназначен для обеспечения стабильной и интенсивной огневой поддержки сухопутных войск. Впервые появился у гарнизонных войск НОАК, дислоцированных в Гонконге в 1997 году. Сухопутные войска НОАК оснащаются им для огневой поддержки уровня батальона. Разработан компанией Norinco.

## Описание
Ствол быстросъёмный с воздушным охлаждением. Устанавливается на станок и обслуживается расчётом из трёх человек. Может быть оснащён оптическим прицелом для бо́льшей точности огня, или приборами ночного видения для боя в тёмное время суток. Пулемёт имеет ленточное питание. Управляется с помощью пистолетной рукоятки и приклада с амортизатором.
Автоматика работает на отводе пороховых газов из канала ствола и поворотном затворе. Подобно Тип 77, газоотводная автоматика работает без поршня. Отдача гасится через подвижность ствола и ствольной коробки внутри корпуса пулемёта. При коротком откате подвижных частей, энергия передаётся рычажному ускорителю. Вместе с дульным тормозом это снимает основную силу отдачи при выстреле.
Является одним из самых лёгких крупнокалиберных станковых пулемётов.